# Atom Heart Mother (cançó)
Atom Heart Mother Suite ("Atom Heart Mother" a l'àlbum) és una cançó instrumental del grup britànic de rock progressiu, Pink Floyd juntament amb Ron Gessin, que conforma tota la cara A del disc homònim.
Pertany a l'àlbum Atom Heart Mother, el cinquè d'aquest grup. La cançó va ser escrita per tota la banda. A Inside Out, llibre escrit per Nick Mason, s'assenyala que la banda es va afinar molt en aquesta peça i que va ser molt difícil de gravar a causa que cada cert temps anaven augmentant el nombre de pistes en l'estudi; a causa d'això, Waters i Mason van haver de gravar les bases rítmiques abans i per separat, de manera molt meticulosa. A més, Ron Geesin (que va ser qui va escriure les partitures d'orquestra per a aquest tema) havia escrit parts tècnicament difícils per als músics d'orquestra, que a més es van mostrar poc inclinats al fet que els dirigís Geesin. Lamentablement, segons Mason, mentre gravaven, es van veure obligats a posar la pista de l'orquestra (ja gravada) para no perdre's en el "temps". Aquesta intromissió va ser gravada pels micròfons i no es va poder llevar, per la qual cosa a Atom Heart Mother li va faltar la claredat sonora que tant havia buscat la banda.

## Seccions de la cançó
Està dividida en 6 parts: 
- a) Father's Shout (00:00-02:50)
- b) Breast Milky (02:50-05:23)
- c) Mother Fore (05:23-10:13)
- d) Funky Dung (10:13-15:28)
- i) Mind Your Throats Please (15:28-17:56)
- f) Remergence (17:56-23:44)

### a) Father's Shout
Al principi de la cançó, sona alguna cosa semblant a un motor (què més tard tornarà a sonar), de seguida, venen les trompetes amb un violí i després, la bateria, de Nick Mason, ajuntant-se i fent una mescla bastant forta. Els instruments comencen a sonar prop dels 34 segons. A partir d'aquí una secció de bronzes va pujant el volum fins a arribar a una explosiva tornada amb la bateria. Passa un interludi de menys volum i es repeteix la tornada. Després comença una secció de cordes més tranquil·la seguida d'una banda d'òrgan arpegiada fins a unir-se amb un interludi de guitarra. De seguida canvia i un sol de guitarra i els bronzes s'uneixen per anar ascendint fins a acabar.

### b) Breast Milky
Comença més tranquil·la, però amb el mateix temps. Unes veus (una femenina més aguda destaca i un cor més greu en el fons) improvisen sobre els concordes de la cançó. Als 2:40 aprox. comencen a pujar el volum perquè després als 3:44 se'ls uneixi la bateria (novament de forma explosiva) fins que la bateria acaba i les veus s'esvaeixen un parell de segons abans que acabi la pista.

### c) Mother Fore
Comença un òrgan, el baix i la bateria amb un to blues tranquil fins que als 0:35 se'ls uneix un solo de guitarra sobre l'escala pentatònica de Sol menor. Segueix així fins als 4:20 en què les veus s'uneixen i la bateria fa uns redobles i tornen a la tornada per acabar en la cançó següent.

### d) Funky Dung
Tota la cançó està composta per uns sorolls estranys en 4/4. Prop del final s'escolta un home anunciant alguna cosa per un megàfon i 1 minut abans d'acabar s'uneixen les altres parts de la cançó però desordenades fins a donar amb la següent part.

### i) Mind Your Throats Please
Aquesta part segueix els sorolls de la cançó anterior però amb un sol de guitarra en el fons i els bronzes que prediuen la tornada. La tornada està amb uns canvis en els bronzes i acaba amb el baix predient la cançó següent.

### f) Remergence
Comença amb una secció de cordes i el teclat arpegiant sobre les notes principals. Al minut es torna més tranquil·la, als 1:30 s'uneix un sol de guitarra (també tranquil), i abans dels 2 minuts s'uneixen més sons rars i desemboquen en una tornada de veus (amb els bronzes en menor volum i improvisant). A menys d'un minut de finalitzar la cançó es prediu el final baixant el ritme i esperant (que arriba 15 segons abans de finalitzar la cançó) que és l'explosió de gairebé tots els instruments (la bateria en menor volum) en un concorde del meu major.

## Altres dades d'interès
La cançó, dura prop de 23:44, sent aquesta, la segona més llarga del grup, després de totes les parts juntes de Shine On You Crazy Diamond (poc més de 25 minuts) i seguida de "Echoes", de l'àlbum Meddle, que té 23:31. Existeix una versió en directe durant el concert "Live at Montreaux" el 1971 que és notablement llarga, aconseguint un total de 31:49 minuts.

## Crèdits
- Nick Mason - Bateria
- David Gilmour - Guitarra
- Roger Waters - Baix
- Rick Wright - Teclats